# Cung điện ở Kamieniec Ząbkowicki

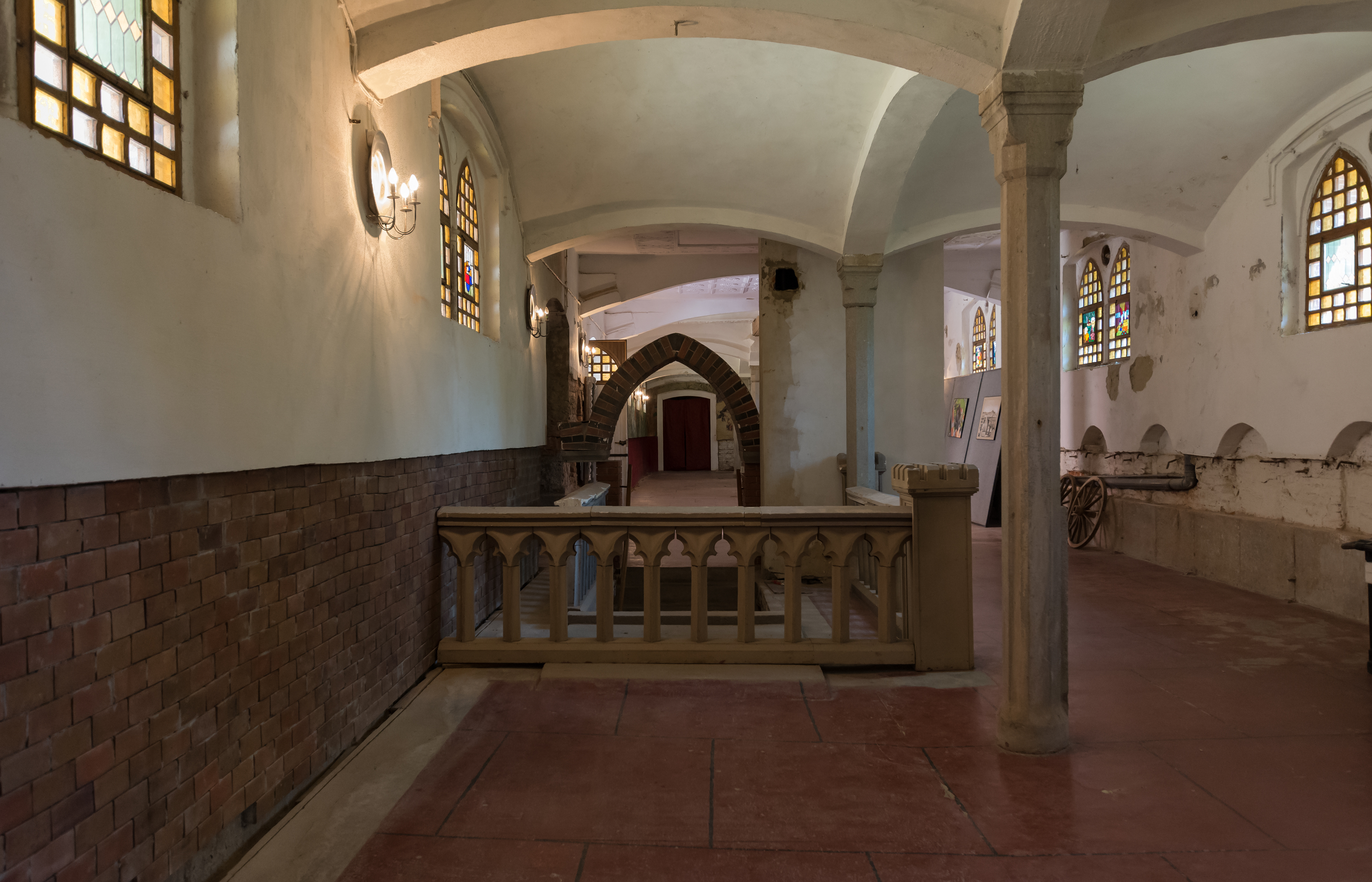
Nội thất

Cung điện ở Kamieniec Ząbkowicki (tiếng Ba Lan: Pałac w Kamieńcu Ząbkowickim) là một cung điện hoành tráng, được xây dựng theo phong cách tân Gothic từ thế kỷ 19. Công trình kiến trúc này nằm ở làng Kamieniec Ząbkowicki, huyện Ząbkowicki tỉnh Dolnośląskie, Ba Lan. Cung điện này có tên trong danh sách di tích.

## Lịch sử
Năm 1838, Công chúa Hà Lan Marianna Orańska giao trọng trách thiết kế một cung điện cho một trong những kiến trúc sư lỗi lạc nhất lúc bấy giờ - Karl Friedrich Schinkel. Cung điện được hoàn thành vào năm 1872.
Trong Chiến tranh thế giới thứ hai, người Đức đã bố trí một nhà kho tạm thời trong cung điện, để chứa đựng các tác phẩm nghệ thuật được thu gom từ khắp Silesia. Sau năm 1945, đồ đạc trong cung điện bị tàn phá. Vào tháng 2 năm 1946, binh lính Liên Xô đã phóng hỏa thiêu rụi cung điện. Vào năm 1984, cung điện được một doanh nhân mang tên Włodzimierz Sobiech thuê. Sau đó, cung điện được tái thiết nhiều lần cho đến khi người thuê qua đời vào tháng 8 năm 2010. Hiện nay, cung điện đang dần được tu bổ nhờ vào kinh phí của Bộ Văn hóa và Di sản Quốc gia (Ba Lan).

## Kiến trúc
Toà nhà được xây dựng trên một mảnh đất hình chữ nhật với kích thước 75,3 m x 48,3 m. Bốn tháp góc cao 33,6 mét. Tổng diện tích sử dụng của cung điện lên đến 20.000 m². Các sân trong cung điện có kích thước 19,5 m x 18,2 m  và được ngăn cách với nhau bởi một hành lang hình vòng cung.

## Ảnh

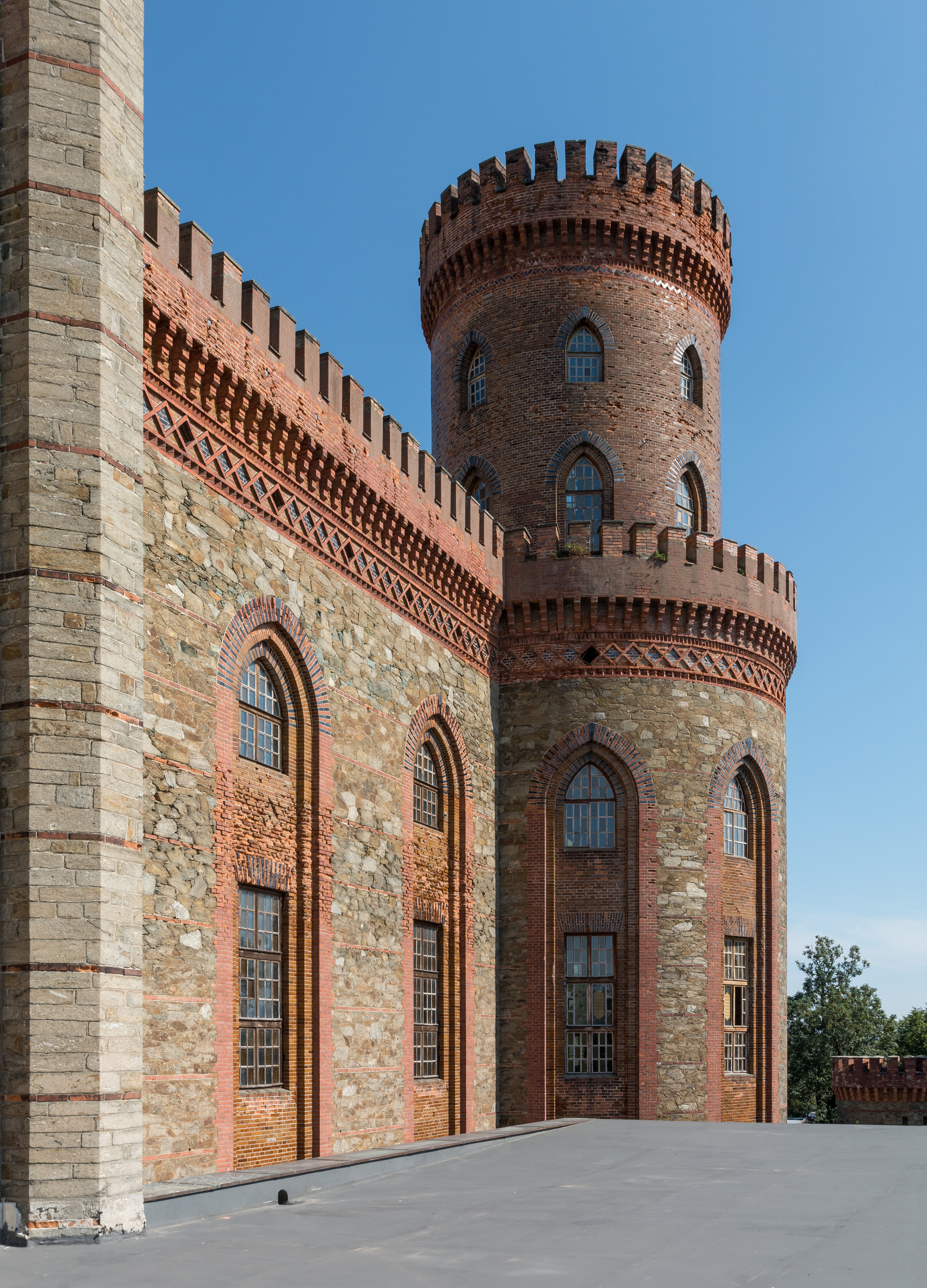
Tòa tháp
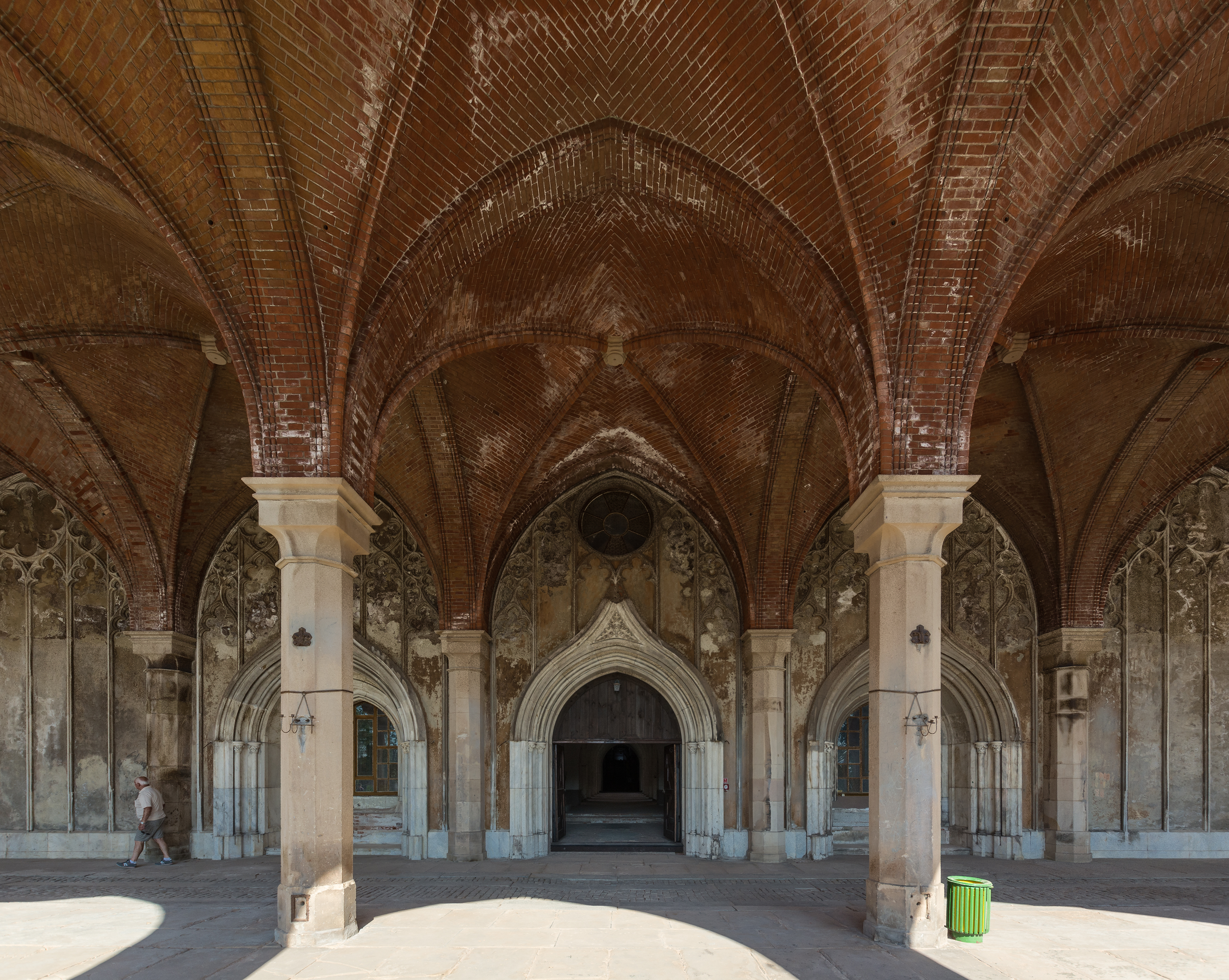
Lối vào
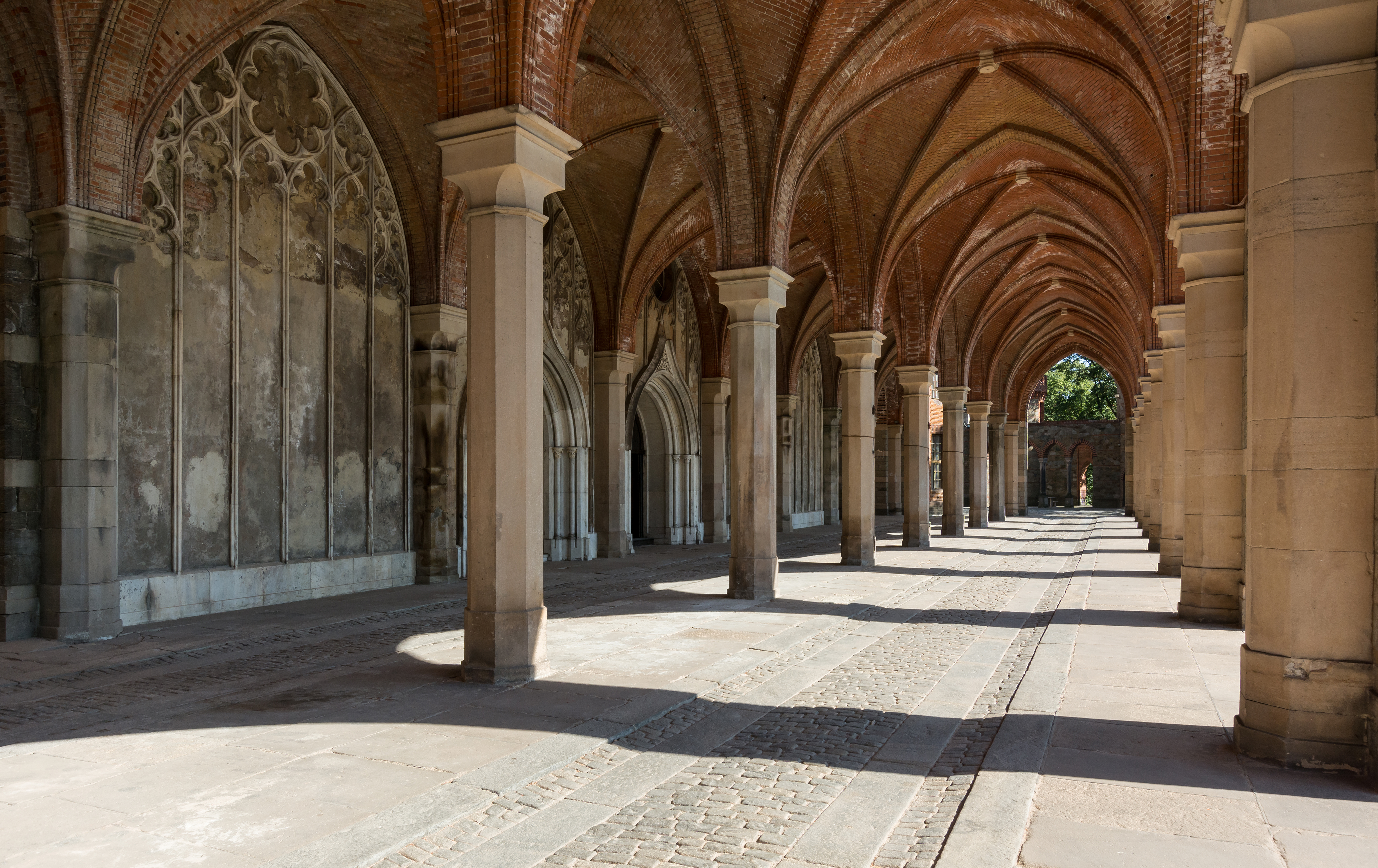
Phần hành lang lối vào